# کلئوپاترادندان
کلئوپاترادندان (نام علمی: Cleopatrodon) نام یک سرده از راسته خاک‌سفیددزدسانان است.